# Kasteel Ter Heyde
Kasteel Ter Heyde (ook: Hof ter Heyde) is een kasteel in de tot de West-Vlaamse gemeente Diksmuide behorende plaats Vladslo, gelegen aan Terheidedreef 1, 3, 5 en 7.

## Geschiedenis
Het oudste deel van het kasteel stamt van ongeveer 1350, en betreft de zuidelijke toren. Deze ronde toren was oorspronkelijk waarschijnlijk een donjon. Later, mogelijk in de 15e eeuw, werd achter de toren in noordelijke en oostelijke richting een achterbouw opgericht, met tegen de noordgevel een tweede toren die als traptoren dienstdeed.
Pas in 1450 werd het kasteel voor het eerst vermeld, maar van de heerlijkheid Vladslo werd al in 1419 melding gemaakt.
In 1637 kwam het kasteel in handen van Melchior van Locquenghien, welke het liet verbouwen en herstellen. In 1655 moest het kasteel openbaar worden verkocht, vanwege Melchior's schulden. In 1656 werd het gekocht door Adriaan De Bruyne en in 1727 kwam het in bezit van de familie Huwyn. In 1790 kwam het aan Patricius Beaucourt, maar niet veel later, in de Franse tijd, vonden er vernielingen plaats.
In de 19e eeuw werd het kasteel hersteld, en werd een neoclassicistische westelijke voorbouw gerealiseerd. Het kasteel, buiten de frontlinie gelegen, werd tijdens de Eerste Wereldoorlog door de Duitsers in gebruik genomen. Ook tijdens de Tweede Wereldoorlog gebeurde dit.

## Gebouw
De zuidelijke toren, op ronde plattegrond, is van omstreeks 1350. De noordelijke toren met de oostelijke achterbouw is 15e-eeuws. De oostgevel is 19e-eeuws en neoclassicistisch. Einde 19e eeuw werd hier een toren aan toegevoegd.
De noordelijke traptoren en de noordelijke zijgevel van de oostbouw zijn oorspronkelijk 15e-eeuws, maar in de 1e helft van de 19e eeuw werden oostbouw en toren met een bouwlaag verhoogd. De westelijke voorbouw is in neoclassicistische stijl en stamt van omstreeks 1850 of later. Van einde 19e eeuw is de oostelijke toren op vierkante plattegrond.
In het oostelijke hoofdgebouw is een salon in empirestijl van de 1e helft van de 19e eeuw. Ook is er, op de benedenverdieping van de zuidelijke toren, een kapel in neogotische stijl.

## Dienstgebouwen
Naast het kasteel (huisnummer 3) is er een hoeve van omstreeks 1900 (huisnummer 5), die in de kern op het vroegere neerhof teruggaat. Ook de boswachterswoning (huisnummer 1) is van omstreeks 1900. Verder is er een ommuurde moestuin en een koetshuis (huisnummer 7).